# メルセデス・ベンツ・C207/A207

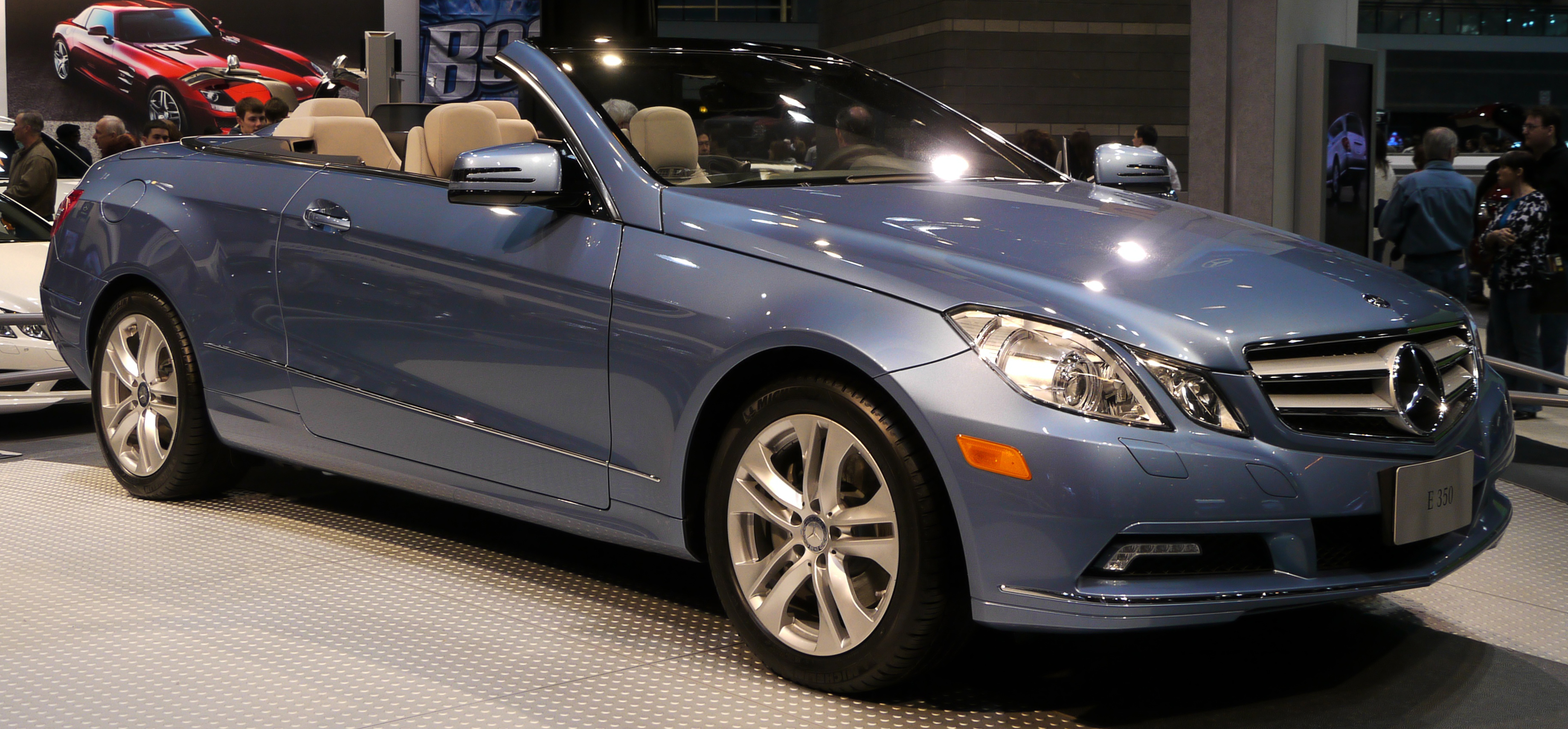
カブリオレ (前期)

メルセデス・ベンツ・C207/A207 (Mercedes-Benz C207/A207) は、ドイツ・アメリカの自動車メーカーダイムラー・クライスラー（現在は独ダイムラー）社が生産し、同社がメルセデス・ベンツブランドで展開している4代目Eクラスクーペおよびカブリオレである（C207はクーペの、A207はカブリオレのコードネーム）。クーペは2009年7月に、カブリオレは2010年4月に先代である 2代目CLKクラス(C209/A209) にかわり登場した。C207/A207はCクラス（メルセデス・ベンツ・W204）のプラットフォームをベースにしている。
先代と比較し全長は45mm、全幅は45mm増え、全高は20mm減った。価格は688.1 - 969.3万円（2015年1月の一部改良時点での価格）。

## 装備
標準装備
- 常に最大限の視界を確保するアダプティブハイビームアシスト
- 走行状況や天候に対応するインテリジェントライトシステム
- 多機能をシンプルに、直感的に操るCOMMANDシステム

オプション装備
- パッケージオプション
  - ナッパレザーエクスクルーシブパッケージ（E400 クーペに設定、E400 カブリオレは標準装備）
  - 本革シート&コンフォートパッケージ（E250 カブリオレに設定、E400 カブリオレは標準装備）

## 日本市場での歴史
- 2009年7月 「E350 クーペ」「E550 クーペ」の販売開始[1]。
- 2009年10月 「E250 CGI ブルーエフィシェンシー クーペ」の販売開始[2]。
- 2010年4月 「E350 カブリオレ」の販売開始[3]。
- 2011年7月 「E350 クーペ」「E350 カブリオレ」のエンジンが変更され、「E350 ブルーエフィシェンシー クーペ」「E350 ブルーエフィシェンシー カブリオレ」に呼称変更[4]。
- 2011年11月 「E250 ブルーエフィシェンシー クーペ」の5速ATが7速ATに変更。「E550 クーペ」のエンジンが変更され、「E550 ブルーエフィシェンシー クーペ」に呼称変更[5]。
- 2012年5月 一部改良。カブリオレ・クーペ全車で18インチアルミホイール（「E 250 ブルーエフィシェンシー クーペ」は5スポーク、「E 350 ブルーエフィシェンシー クーペ/カブリオレ」・「E 550 ブルーエフィシェンシー クーペ」はAMG5ツインスポーク）を標準装備するとともに、「E 550 ブルーエフィシェンシー」を除くクーペ全車とカブリオレにはAMGスタイリングパッケージ、ダイナミックハンドリングパッケージ、パドルシフトも標準装備した。さらに、「レーダーセーフティーパッケージ」をオプション設定に追加するとともに、「AMGスポーツパッケージ」の装備内容を見直した。同時に、「E 350 ブルーエフィシェンシー カブリオレ」にはフラメンコレッドのナッパレザーシート、ブラックのナッパレザーダッシュボード、「AMGスポーツパッケージ」を特別装備するとともに、ボディカラーに「designoマグノカシミアホワイト」、ソフトトップにレッドを採用した特別仕様車「Exclusive Limited」も発売した。
- 2013年2月 - 「E250 ブルーエフィシェンシー クーペ」をベースに、AMGスポーツパッケージを標準装備するとともに、通常は設定されない18インチAMG5ツインスポークアルミホイール、前席シートヒーター付本革シートも装備した限定車「E250 ブルーエフィシェンシー クーペ リミテッド」を発売。ボディカラーはファイアオパールとポーラーホワイトの2色で2色合計で50台の限定販売となる。
- 2013年8月、マイナーチェンジ。先行で行われたセダン、ステーションワゴン同様に内外装の大幅な刷新が行われ、「E250 ブルーエフィシェンシー クーペ」はセダン・ステーションワゴンの同グレード同様、世界初となる成層燃焼リーンバーン+ターボチャージャー+排ガス再循環装置（EGR）で構成されたM274型（2.0L・直4 BlueDIRECTターボエンジン）に置換したことで、最高出力・最大トルク共に向上し、さらに、ECOスタートストップ機能（アイドリングストップ機能）も装備したことで燃費も向上。これにより、「平成21年基準排出ガス75%低減レベル（☆☆☆☆）」認定を取得し、「平成27年度燃費基準+20%」を達成。グレード名を「E 250 クーペ」に改めた（クーペ・カブリオレの他のグレードも名称を変更し、約2年ぶりに以前の名称に戻す）。オプション設定である「レーダーセーフティーパッケージ」は新たにステレオマルチパーパスカメラと後方のマルチモードミリ波レーダーを追加。これにより、「PRE-SAFEブレーキ」はカメラとレーダーの複合式となったことで、レーダー単独では検知しなかった歩行者への対応も可能となり、「ディストロニック・プラス」にステアリングアシスト機能を、BAS（ブレーキ・アシスト・システム）プラスに飛び出し検知機能をそれぞれ追加し、リアCPA（被害軽減ブレーキ付後方衝突軽減システム）を追加装備した。カブリオレはフロントウィンドウ上部のウインドディフレクターを改良し、車速約15km/h以下になると自動で格納する機能を追加、ソフトトップのカラーにはブラウンが追加設定された。併せて、右ハンドル仕様で且つ、700万円以下の価格に設定した2.0L・直4 BlueDIRECTターボエンジン車「E250 カブリオレ」を新設した。本グレードも「E250 クーペ」同様、「平成21年基準排出ガス75%低減レベル（☆☆☆☆）」認定並びに「平成27年度燃費基準+20%」を達成している[6]。
- 2014年2月、特別仕様車「E250 クーペ リミテッド」を発売[7]。2013年2月に発売された「E250 ブルーエフィシェンシー クーペ リミテッド」のバージョンアップ仕様で、従来同様、AMGスポーツパッケージ（ただし、ロゴ付ブレーキキャリパー&ドリルドベンチレーテッドディスク（フロント）が省かれる代わりに、AMGスタイリングパッケージが追加される）と専用18インチAMG5ツインスポークアルミホイールを備えているが、今回、前席シートヒーター付シートが本革からナッパレザーに、ナッパレザーを施したステアリングはAMGスポーツパッケージに組まれていたAMGスポーツステアリングから本革巻ウッドステアリングにそれぞれ変更され、ダッシュボードにもナッパレザーを採用。また、4つのカメラによって駐車時や狭い道などで車両周辺の状況を確認できる「360°カメラシステム」も特別装備された。ボディカラーは従来通り「ポーラーホワイト」と「ファイアオパール」の2色が設定されるが、限定台数が従来の2倍となる2色合計100台に引き上げた。
- 2014年6月、クーペ・カブリオレを一部改良。E250/E350のクーペ・カブリオレ共にAMGスポーツパッケージや360°カメラシステムを新たに標準装備したほか、E250のクーペ・カブリオレにはシートヒーターを、E350のクーペ・カブリオレにはシートベンチレーターをそれぞれ標準装備した。なお、装備内容の充実化に関わらず、メーカー希望小売価格（車両本体価格）は据え置きとした。また、E350のクーペ・カブリオレに設定されている「ラグジュアリーパッケージ」はステアリングを底辺がフラット形状でよりスポーティーなAMGスポーツステアリングに変更し、シートベンチレーターの標準装備化に伴ってオプション価格を値下げした[8]。
- 2015年1月、クーペ・カブリオレを一部改良[9]。「E350クーペ」「E550クーペ」「E350カブリオレ」を廃止する替わりに、エンジンの276型をツインターボチャージャー仕様としたことで、従来のE350に比べて最高出力で27PS(20kW)、最大トルクで11.3kgm(110Nm)それぞれ向上して動力性能を高めた「E400クーペ」・「E400カブリオレ」を新設。これにより、Eクラスクーペは2グレードの展開となった。

## エンジンとテクニカルデータ

### クーペ
| モデル             | E 250 CGI ブルーエフィシェンシー クーペ | E 250 ブルーエフィシェンシー クーペ  | E 250 クーペ                         | E 350 クーペ                      | E 350 ブルーエフィシェンシー クーペ  | E 350 クーペ                         | E 400 クーペ                             | E 550 クーペ                      | E 550 ブルーエフィシェンシー クーペ      | E 550 クーペ                             |
| ------------------ | --------------------------------------- | ------------------------------------ | ------------------------------------ | --------------------------------- | ------------------------------------ | ------------------------------------ | ---------------------------------------- | --------------------------------- | ---------------------------------------- | ---------------------------------------- |
| 販売期間           | 2009年10月-2011年11月                   | 2011年11月-2013年8月                 | 2013年8月-2017年5月                  | 2009年7月-2011年7月               | 2011年7月-2013年8月                  | 2013年8月-2015年1月                  | 2015年1月-2017年5月                      | 2009年7月-2011年11月              | 2011年11月-2013年8月                     | 2013年8月-2015年1月                      |
| ステアリング       | 右                                      | 右                                   | 右                                   | 左/右                             | 左/右                                | 左/右                                | 左                                       | 左                                | 左                                       | 左                                       |
| トランスミッション | 電子制御5速A/T                          | 電子制御7速A/T (7Gトロニックプラス ) | 電子制御7速A/T (7Gトロニックプラス ) | 電子制御7速A/T (7G-TRONIC)        | 電子制御7速A/T (7Gトロニックプラス ) | 電子制御7速A/T (7Gトロニックプラス ) | 電子制御7速A/T (7Gトロニックプラス )     | 電子制御7速A/T (7G-TRONIC)        | 電子制御7速A/T (7Gトロニックプラス )     | 電子制御7速A/T (7Gトロニックプラス )     |
| 駆動方式           | 後輪駆動(FR)                            | 後輪駆動(FR)                         | 後輪駆動(FR)                         | 後輪駆動(FR)                      | 後輪駆動(FR)                         | 後輪駆動(FR)                         | 後輪駆動(FR)                             | 後輪駆動(FR)                      | 後輪駆動(FR)                             | 後輪駆動(FR)                             |
| エンジン型式       | 271                                     | 271                                  | 274                                  | 272                               | 276                                  | 276                                  | 276                                      | 273                               | 278                                      | 278                                      |
| 種類・シリンダー数 | DOHC 直列4気筒 ターボチャージャー付     | DOHC 直列4気筒 ターボチャージャー付  | DOHC 直列4気筒 ターボチャージャー付  | DOHC V型6気筒                     | DOHC V型6気筒                        | DOHC V型6気筒                        | DOHC V型6気筒 ツインターボチャージャー付 | DOHC V型8気筒                     | DOHC V型8気筒 ツインターボチャージャー付 | DOHC V型8気筒 ツインターボチャージャー付 |
| 排気量             | 1,795 cc                                | 1,795 cc                             | 1,991 cc                             | 3,497 cc                          | 3,499 cc                             | 3,499 cc                             | 3,497 cc                                 | 5,461 cc                          | 4,663 cc                                 | 4,663 cc                                 |
| 最高出力           | 150 kW (204 PS) 5,500 rpm               | 150 kW (204 PS) 5,500 rpm            | 155 kW (211 PS) 5,500 rpm            | 200 kW (272 PS) 6,000 rpm         | 225 kW (306 PS) 6,500 rpm            | 225 kW (306 PS) 6,500 rpm            | 245 kW (333 PS) 5,250-6,000 rpm          | 285 kW (387 PS) 6,000 rpm         | 300 kW (408 PS) 5,000-5,750 rpm          | 300 kW (408 PS) 5,000-5,750 rpm          |
| 最大トルク         | 310 Nm (31.6 kgm) 2,000–4,300 rpm       | 310 Nm (31.6 kgm) 2,000–4,300 rpm    | 350 Nm (35.7 kgm) 1,200-4,000 rpm    | 350 Nm (35.7 kgm) 2,400-5,000 rpm | 370 Nm (37.7 kgm) 3,500-5,250 rpm    | 370 Nm (37.7 kgm) 3,500-5,250 rpm    | 480 Nm (49.0 kgm) 1,200-4,000 rpm        | 530 Nm (54.0 kgm) 2,800-4,800 rpm | 600 Nm (61.2 kgm) 1,600-4,750 rpm        | 600 Nm (61.2 kgm) 1,600-4,750 rpm        |

### カブリオレ
| モデル             | E 250 カブリオレ                     | E 350 カブリオレ                  | E 350 ブルーエフィシェンシー カブリオレ | E 350 カブリオレ                     | E 400 カブリオレ                         |
| ------------------ | ------------------------------------ | --------------------------------- | --------------------------------------- | ------------------------------------ | ---------------------------------------- |
| 販売期間           | 2013年8月-                           | 2010年4月-2011年7月               | 2011年7月-2013年8月                     | 2013年8月-2015年1月                  | 2015年1月-                               |
| ステアリング       | 右                                   | 左                                | 左                                      | 左                                   | 左                                       |
| トランスミッション | 電子制御7速A/T (7Gトロニックプラス ) | 電子制御7速A/T (7G-TRONIC)        | 電子制御7速A/T (7Gトロニックプラス )    | 電子制御7速A/T (7Gトロニックプラス ) | 電子制御7速A/T (7Gトロニックプラス )     |
| 駆動方式           | 後輪駆動(FR)                         | 後輪駆動(FR)                      | 後輪駆動(FR)                            | 後輪駆動(FR)                         | 後輪駆動(FR)                             |
| エンジン型式       | 274                                  | 272                               | 276                                     | 276                                  | 276                                      |
| 種類・シリンダー数 | DOHC 直列4気筒 ターボチャージャー付  | DOHC V型6気筒                     | DOHC V型6気筒                           | DOHC V型6気筒                        | DOHC V型6気筒 ツインターボチャージャー付 |
| 排気量             | 1,991 cc                             | 3,497 cc                          | 3,499 cc                                | 3,499 cc                             | 3,497 cc                                 |
| 最高出力           | 155 kW (211 PS) 5,500 rpm            | 200 kW (272 PS) 6,000 rpm         | 225 kW (306 PS) 6,500 rpm               | 225 kW (306 PS) 6,500 rpm            | 245 kW (333 PS) 5,250-6,000 rpm          |
| 最大トルク         | 350 Nm (35.7 kgm) 1,200-4,000 rpm    | 350 Nm (35.7 kgm) 2,400-5,000 rpm | 370 Nm (37.7 kgm) 3,500-5,250 rpm       | 370 Nm (37.7 kgm) 3,500-5,250 rpm    | 480 Nm (49.0 kgm) 1,200-4,000 rpm        |